# 베테랑 위원회

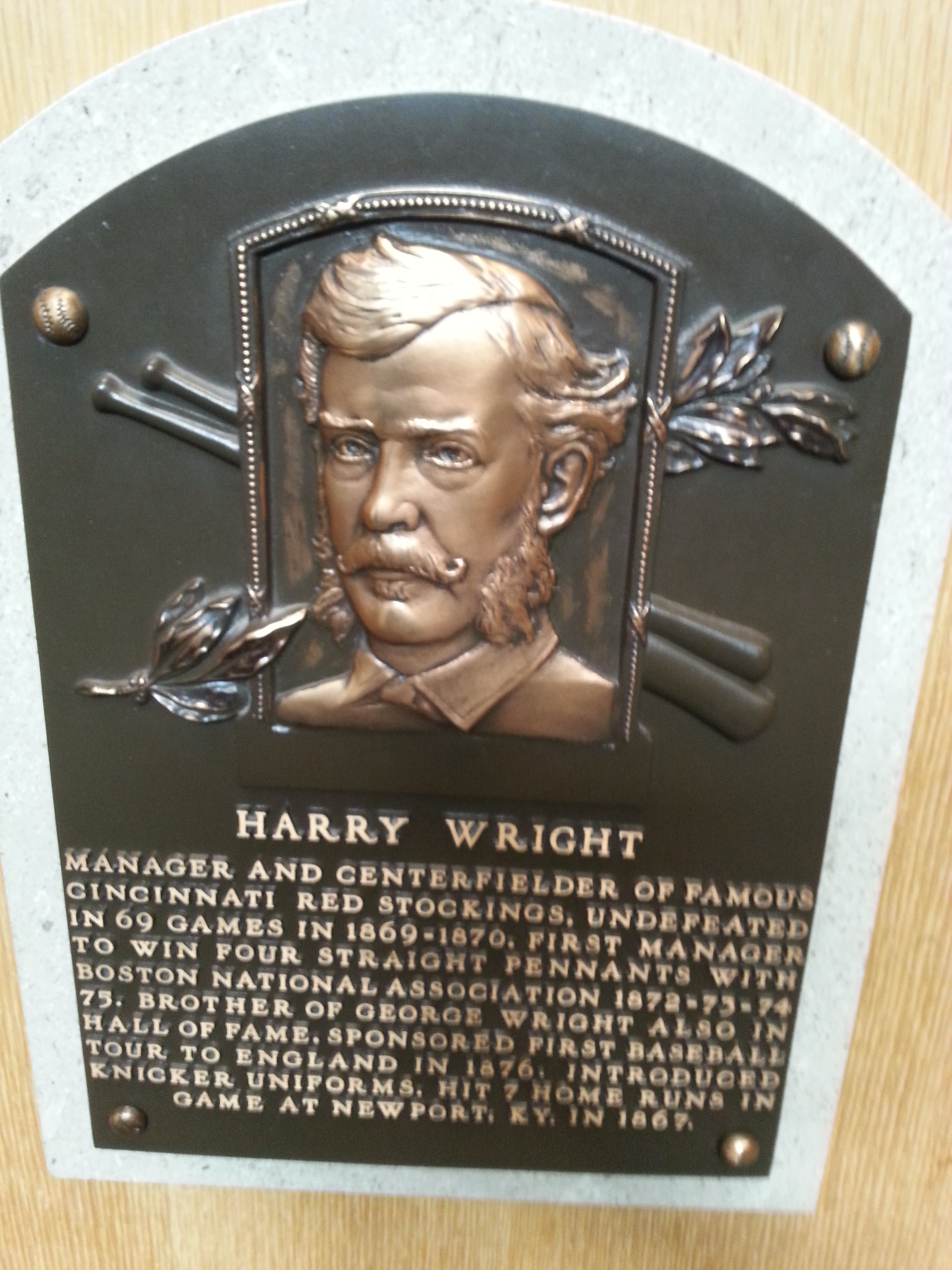
베테랑 위원회의 첫 번째 선택을 받은 인물 중 하나인 해리 라이트.

베테랑 위원회(Veterans Committee)는 미국 야구 명예의 전당에 속한 각종 위원회를 일컫는 명칭으로, 최근 은퇴한 선수 이외의 헌액자를 선출한다.
원래는 미국야구기자협회(BBWAA)의 헌액 검토 대상은 아니지만 명예의 전당에 헌액될 만한 자격을 갖추고 있어 이 영예를 얻을 수 있는 기회를 제공하는 과거의 위원회인 감독, 심판, 경영진, 그리고 오래전에 은퇴한 선수들의 헌액을 검토하는 미국 야구 명예의 전당 위원회(National Baseball Hall of Fame Committee to Consider Managers, Umpires, Executives and Long-Retired Players)를 지칭하는 단어였다. '베테랑 위원회'라는 단어 자체는 1953년에 신설된 기구의 공식 명칭인 미국 야구 명예의 전당 야구 베테랑 위원회(National Baseball Hall of Fame Committee on Baseball Veterans)에서 유래했다.
위원회의 구조와 투표 방식은 여러 차례 변혁을 거쳤으며, 가장 최근의 변화는 2022년 4월에 있었다. 현재에는 야구 선수들과 비선수(감독, 경영진, 심판 등)의 헌액 여부를 심사하는 위원회가 현대 야구 시대(1980~현재)와 고전 야구 시대(1980년 이전)라는 두 기간으로 나뉘어져 있다. 위원회 투표는 매년 12월에 실시되며, 선출된 사람은 다음 해에 명예의 전당에 헌액된다. 3개의 시대 위원회 투표(현대 야구 시대 선수 투표, 현대 야구 시대 비선수 투표, 고전 야구 시대 투표)가 매년 순환하며 진행된다.

## 같이 보기
- 미국 야구 명예의 전당의 헌액자 목록